# Sur le processus de civilisation
Sur le processus de civilisation : recherches sociogénétique et psychogénétique, est un ouvrage du sociologue allemand Norbert Elias. Le livre a été écrit en Angleterre, où il s'est exilé en 1935, avec le soutien d'un comité d'assistance aux réfugiés juifs, et paraît à Bâle en 1939. L’œuvre passe alors relativement inaperçue du fait des origines juives de son auteur et du début de la Seconde Guerre mondiale. L'ouvrage (en allemand Über den Prozeß der Zivilisation : soziogenetische und psychogenetische Untersuchungen) sort de l'oubli grâce à la réédition allemande de 1969 — l'édition poche de 1976 est un succès en librairie.
Les deux parties de l'ouvrage ont été publiées séparément en français :
1. Wandlungen des Verhaltens in den weltlichen Oberschichten des Abendlandes (Métamorphoses du comportement des classes sociales supérieures en Occident), traduit par Pierre Kamnitzer, publié en 1974 sous le titre La Civilisation des mœurs ;
2. Wandlungen der Gesellschaft : Entwurf zu einer Theorie der Zivilisation (Métamorphoses de la société : esquisse d'une théorie de la civilisation), traduit par Pierre Kamnitzer, publié en 1975 sous le titre La Dynamique de l’Occident.

Les pages 1 à 122 du second tome, à savoir, dans le chapitre 3 consacré à « La sociogenèse de la civilisation occidentale », la première partie sur « Les mécanismes de la féodalisation », sont restées inédites en français jusqu'à leur traduction et publication aux éditions de l'EHESS en février 2021. La première partie de son ouvrage La Société des individus était initialement destinée à constituer la conclusion de Sur le processus de civilisation.
La traduction anglaise (The Civilizing process (en)) paraît en 1978 et en 1982.
En 1998, l'Association internationale de sociologie a classé cet ouvrage 7e sur la liste des livres de sociologie les plus importants du XXe siècle.

## Résumé
Norbert Elias décrit la civilisation (au sens de « devenir civilisé ») comme une longue évolution des structures de la personnalité dont on trouve les origines dans l'évolution des structures sociales. Elias formule son modèle d'évolution tout d'abord pour l'Europe de l'Ouest dans une période historique allant d'environ 800 à 1900 de notre ère. Les facteurs du changement social sont le progrès technique continuel et la différenciation de la société, d'une part, et la concurrence entre les hommes et les groupes d'hommes, d'autre part. Ces facteurs mènent à une centralisation des sociétés avec l'institution d'un monopole étatique central de la violence et des impôts, tout comme à une économie fondée sur l'argent. Le terme processus de civilisation recouvre donc un triple mouvement de différenciation des fonctions sociales, d'interdépendance accrue des groupes sociaux, et de développement de l’État moderne. Les deux évolutions principales de la structure psychique des individus issues de ce processus sont une tendance à l'intériorisation des contraintes sociales et un contrôle accru des émotions.

## La civilisation des mœurs
Après une introduction où il explique l'importance comparée des notions de civilisation et de culture en Allemagne et en France, Norbert Elias théorise à partir d'un exemple précis — l'évolution des bonnes manières en Europe de l'Ouest entre le Moyen Âge et les temps modernes — le fonctionnement du processus de civilisation. Pour cela, il s'appuie sur la lecture des traités de savoir-vivre, qu'il consulta à la British Library à la fin des années 30, et sur l'évolution de leur contenu. Il y repère un changement qui peut être schématisé comme suit :
- au Moyen Âge, la guerre est très présente; il n'y a pas d’État centralisé ; rien n'est plus étranger à tous que l'idée d'égalité entre les hommes ; la mort, la souffrance, la nudité, les besoins naturels, le sexe... font partie de la vie sociale, leur vue et leur représentation sont acceptées, sans sentimentalisme, ni dégoût. Les bonnes manières, décrites par la notion de courtoisie chevaleresque, sont une simple marque de distinction de la classe supérieure. Les normes de bonne conduite sont réservées à l'aristocratie, évoluant à la cour des grands seigneurs féodaux, et sont appliquées de manière informelle.
- aux alentours de la Renaissance, la pacification progressive de l'Europe, ainsi que l'accroissement de la puissance économique, puis politique, de la bourgeoisie, provoque un double mouvement. L'émulation entre la bourgeoisie et la noblesse conduit cette dernière, afin de se différencier, à promouvoir une très forte régulation des fonctions naturelles de l'homme — y compris ses émotions — ou à repousser celles-ci dans les coulisses de la vie sociale. Cela conduit à un accroissement considérable du niveau de sensibilité, et à l'émergence consécutive des sentiments de gêne et de dégoût. Parallèlement, le refoulement des émotions, incarné dans les règles de civilité, et la maîtrise de soi qui en résulte, va favoriser la coexistence au sein de la cour royale de l'ancienne aristocratie guerrière et de la haute bourgeoisie, et l'accroissement de la mobilité sociale.
- par la suite, sous les régimes européens de monarchie absolue, ces contraintes sociales d'autocontrôle et de dissimulation des fonctions naturelles vont être intériorisées, rendant jusqu'à leur évocation pénible. L'extension progressive de l'intériorisation des règles sociales à toute la population et son résultat peuvent être appelés civilisation.

Norbert Elias détaille ensuite les évolutions de mœurs à travers les siècles qui lui ont permis de théoriser de la sorte le processus de civilisation, en passant en revue de nombreux secteurs de la vie sociale :
- Les manières de table médiévales apparaissent frustes, les manuels recommandent de ne pas cracher à table, de ne pas s'y curer le nez, de s'essuyer les doigts dans la nappe et non sur ses vêtements, d'essuyer la soupière collective dans laquelle on a bu... Les progrès de la civilité provoqueront l'apparition de la fourchette, ainsi que des assiettes et des verres individuels, et mettra un terme à la présence d'animaux entiers sur la table. Norbert Elias rappelle que les règles d'hygiène ne sont que des justifications a posteriori des règles de savoir-vivre, la motivation de l'usage de la fourchette par exemple, étant purement sociale.
- Les besoins naturels sont satisfaits en public, sans gêne, le roi reçoit par exemple à certaines époques sur sa chaise percée, les femmes aristocrates sont lavées par leur valet. L'intériorisation des règles de pudeur limitera la satisfaction de ces besoins à la sphère familiale, ou les repoussera dans des enclaves.
- le besoin d'expectorer a longtemps été considéré comme fondamental. La tendance au refoulement des fonctions naturelles provoquera l'apparition de crachoirs, plus prestigieux, puis l'intériorisation de l'interdiction du crachat provoquera la disparition même du besoin.
- Tandis que l'on dormait nu au Moyen Âge, hommes et femmes ensemble, tous dans la même pièce, l'augmentation du seuil de la pudeur repoussera cette activité dans la sphère intime et la nudité sera cachée par la chemise de nuit.
- l'écart entre le psychisme des enfants et des adultes s'est considérablement accentué depuis le Moyen Âge ; la famille est devenue le seul organe de transmission des normes sociales, et recrée chez l'enfant pendant son éducation les tabous que la société a créés pendant des siècles, permettant son intégration au réseau complexe des relations sociales.
- L'activité sexuelle, autrefois moins cachée, est également repoussée dans des enclaves et sa légitimité progressivement limitée à la seule famille. Son évocation elle-même devient source de gêne. Ce contrôle plus sévère de la sexualité s'accentuera particulièrement au XIXe siècle avec l'avènement de la société bourgeoise.
- Au Moyen Âge, la violence, tout comme l'amour, se manifeste de façon très intense. Piller, tuer, et mutiler sont des activités normales des chevaliers, et ne sont entourées d'aucun ostracisme social. La faible régulation des émotions conduit à d'innombrables conflits sanglants entre familles, clans[6]... La pacification du continent et la progression de la maîtrise de soi entraîneront une forte augmentation du seuil de sensibilité à la violence.

## La Dynamique de l'Occident
Selon Norbert Elias, l'un des fondements du processus de civilisation est le mécanisme de curialisation des seigneurs guerriers en Europe entre le Moyen Âge et le XVIIIe siècle. Elias en a analysé avec précision les étapes dans la partie occidentale de l'empire carolingien, territoire qui deviendra la France :
- La période médiévale est caractérisée par une concurrence libre entre petits seigneurs. Cette lutte vise à accaparer les moyens de production, essentiellement l'agriculture. Chacun d'entre eux s'assure la soumission de ses vassaux et met en place un monopole militaire, policier et fiscal sur son territoire, qui y permet une libre concurrence économique. Cette lutte conduit à une diminution progressive du nombre de concurrents, réduit au nombre de quatre à la fin du XIIIe siècle (le roi capétien, le roi d'Angleterre, le duc de Bourgogne et le comte de Flandre) avant de voir la victoire du roi de France au XVe siècle.

- L’apparition progressive de larges territoires pacifiés nécessite la mise en place d'une administration vaste et centralisée, dirigée par une noblesse de robe, issue des riches commerçants et artisans. Parallèlement, du fait de l'accaparement du monopole de la violence par le roi de France, la noblesse guerrière a vu son pouvoir diminuer. De même, du fait de la baisse de la valeur des terres due à l'augmentation des échanges commerciaux et de la masse monétaire, ses ressources ont diminué elles aussi. Au XVIe siècle, les guerres de religion sont la dernière tentative de la noblesse pour retrouver son lustre. Pour conserver leur prestige et leurs revenus, les nobles entrent à la cour du roi, où ils reçoivent une charge, et perdent ainsi leur indépendance. Afin de garantir la pérennité de son pouvoir absolutiste, le roi va alors entretenir la rivalité entre noblesse de robe et bourgeoisie fonctionnarisée. La Fronde est l'un des très rares exemples d'union de ces deux groupes sociaux contre le roi.
- Les progrès techniques ainsi que la constitution de ces larges espaces pacifiés conduisent à une division poussée des fonctions sociales et à un allongement des chaînes de dépendance. La monopolisation de la violence par l’État en cours de constitution, à laquelle s'ajoute l'augmentation de cette interdépendance entre individus, induit un accroissement du contrôle social. En d'autres termes, il devient nécessaire à tout individu de songer aux causes et d'anticiper les conséquences de ses actes pour en garantir le succès final. Cette nécessité va être progressivement intériorisée et permettre un auto-contrôle des individus, relais du contrôle de la société.
- L'archétype de cette évolution de l'économie psychique a lieu à la cour royale. La violence physique y est interdite et l'obtention des faveurs du roi par les nobles qui la composent rend indispensable la maîtrise de soi, la prévision, la connaissance de l'homme et de la société, l'analyse neutre des comportements, en d'autres termes la rationalisation et la psychologisation de la vie publique. C'est cette rationalité de cour qui sera à l'origine de l'apparition de la philosophie des Lumières, plus encore que la rationalité mercantile bourgeoise. La manifestation intérieure de l'apparition de ce clivage entre pulsion (le Ça des psychanalystes) et action (du Moi), né de l'auto-contrôle (le Surmoi), est le développement des sentiments de gêne et de pudeur, et des codes sociaux de politesse qui en découlent (comme il l'a détaillé dans la Civilisation des mœurs). Norbert Elias montre ainsi par ce processus comment structure sociale et structure psychique se modèlent l'une l'autre.
- Les bonnes manières dont fait montre la noblesse sont une conséquence de ce processus de civilisation, et sont un outil de distinction de l'aristocratie curiale par rapport à la bourgeoisie de robe. S'ensuit une poussée civilisatrice où la bourgeoisie imite le comportement de la couche supérieure, souvent de façon plus stricte, tantôt austère, tantôt tape à l’œil, et l'adapte à l'activité professionnelle. Les bonnes manières inventées par l'aristocratie diffuseront ensuite par le même processus, via la bourgeoisie, au reste de la société.
- Afin de satisfaire des objectifs à long terme, des frustrations à court terme sont nécessaires (comme le refoulement des pulsions agressives). Les conflits se déroulent maintenant dans le for intérieur, plutôt qu'entre individus. Mais ce refoulement contrôlé, puis inconscient, des émotions va permettre un élargissement considérable de l'espace mental, qui rendra possible un développement sans précédent des sciences, des arts, de l'éducation... en Occident, qui partira de l'aristocratie pour s'étendre à la grande majorité de la population[7].

## Moyen Âge et procès de civilisation
Ce volume, resté inédit en France pendant cinquante ans, n'a été publié qu'en 2021. Il prenait place initialement au début du deuxième tome.
Le partage du pouvoir au Moyen Âge est caractérisé en Europe de l'ouest par une lutte permanente entre noblesse, clergé et prince. Entre le XIIe et le XVe siècle, ce partage va partout se modifier à l'avantage du prince, et voir la féodalité céder la place à l'absolutisme. Celui-ci est caractérisé par l'apparition d'une aristocratie de cour européenne homogène, aux mœurs inspirées par celles de Paris. L'objectif de ce volume est de détailler les mécanismes ayant conduit à cette transformation.
L'accroissement de puissance du prince ou du roi, provient en partie du développement progressif de l'économie monétaire, dont le souverain prélève une part par l'impôt, au détriment de l'économie de subsistance dont dépendent les seigneurs féodaux. Cette manne financière accrue lui permet en retour de se passer de l'aide militaire de ses vassaux et d'enrôler une armée de mercenaires. Cela a permis de briser un des mécanismes principaux d'affaiblissement du pouvoir du seigneur central. En effet, à l'issue de ses campagnes militaires victorieuses, celui-ci doit distribuer des terres à ses vassaux, en remerciement de leur participation au combat —que ceux-ci s'efforcent ensuite de transformer en propriété foncière héréditaire— ce qui conduit à la réduction du territoire du prince, et donc de son pouvoir. C'est ce processus qui conduira à la chute de la dynastie carolingienne, au profit des maisons capétienne à l'ouest et ottonienne à l'est, eux-mêmes anciens vassaux ayant acquis leur autonomie foncière et un prestige important lors de combats contre les envahisseurs normands ou hongrois. Le même mécanisme provoquera à son tour une diminution du pouvoir de ces deux familles.
Cette dynamique de conquête et de redistribution des terres est alimentée par la surpopulation, au regard des moyens techniques d'exploitation de la terre de l'époque, qui apparaît dans la deuxième partie du Moyen Âge, et conduira aussi les nobles guerriers à la recherche de terre sur le chemin des croisades. La surpopulation alimente également le grossissement des centres urbains où des regroupements de commerçants et d'artisans vont progressivement revendiquer et obtenir une autonomie politique. L'amélioration des communications terrestres et l'interpénétration croissante des Hommes, redonnera une importance croissante aux échanges monétaires, qu'elle avait perdue à la fin de l'Antiquité. La commercialisation et la monétisation mettront un frein aux forces centrifuges en profitant d'abord aux seigneurs régnant sur les plus grands domaines, les autres étant progressivement condamnés au pillage ou à intégrer la cour de cette couche supérieure de la classe chevaleresque. La pacification du territoire, le souci de distinction, et l'interdépendance croissante des individus au sein de ces cours conduira à une plus grande régulation des pulsions et à un abandon de la brutalité habituelle des nobles guerriers, qui prendra le nom de courtoisie.

## Accueil
Du fait des conditions de sa rédaction et de son édition, l'ouvrage mettra quarante ans à accéder à la notoriété. La première publication de l'ouvrage aura un retentissement très faible : il fut publié en Suisse en 1939, l'année du déclenchement de la Seconde Guerre mondiale, par un juif allemand expatrié en Grande-Bretagne et de surcroît sans titre universitaire reconnu (Norbert Elias avait dû fuir l'Allemagne avant la publication de son habilitation et l'obtention d'un poste permanent). Sa recension en France par Raymond Aron en 1941 dans l'Année sociologique ne suffira pas à le faire sortir de l'anonymat. L'intransigeance intellectuelle de Norbert Elias par rapport aux courants académiques dominants ne fera que prolonger cette confidentialité. Il faudra attendre que ses rares étudiants s'imposent dans le monde universitaire britannique pour voir paraître une traduction en anglais de l'ouvrage. En France, le livre bénéficiera dans les années 1970 du soutien des historiens de l'école des Annales, trouvant dans la « psychologie historique » du processus de civilisation une prolongation de leur programme de recherche. La sortie en français de l'ouvrage en 1974 sera donc recensée par François Furet dans Le Nouvel Observateur et par Emmanuel Le Roy Ladurie dans Le Monde, et il apparaîtra même brièvement dans la liste des best-sellers.
Depuis, la notoriété de l'ouvrage n'a cessé de croître, et des actes de colloque en français seront publiés à partir des années 1990, preuve de son appropriation par la communauté académique de la sociologie, des sciences politiques, de l'anthropologie et de l'histoire. Les sujets auxquels sont appliqués les concepts du processus de civilisation dans ces travaux se révèlent d'une extrême diversité, preuve de leur grande plasticité : le nazisme, le colonialisme, les congés payés, l'informalisation des mœurs, le sport, la peine capitale, la vie privée, la politesse, la théâtrocratie brésilienne, la société de cour française, la construction européenne, les rites funéraires, l'école, l'art, le contrôle des naissances...

## Critiques
Norbert Elias propose dans Sur le processus de civilisation un ensemble de mécanismes explicatifs de l'évolution des sociétés. De ce fait, il lui a été reproché de promouvoir un certain retour à l'évolutionnisme. Cette théorie, apparue au XIXe siècle, postule que toutes les sociétés évoluent dans la même direction, qui les mènent d'un stage primitif à un stade évolué, dont la civilisation occidentale serait l'étape ultime. Norbert Elias a expliqué à de nombreuses reprises en quoi son modèle, dont est absent tout jugement normatif, s'opposait à cette théorie. La principale différence tient au fait que les processus qu'il décrit ne sont pas téléologiques : ils sont non planifiés et ne préjugent en rien du résultat, un peu de la même façon que la connaissance des règles d'un jeu de société ne permet pas de préjuger du déroulement de la partie et du vainqueur. Aucun jugement de valeur n'est donc possible à partir de sa théorie, celle-ci donnant des éléments d'intelligibilité des changements sociaux, et non de direction d'évolution des sociétés. Pour autant, une lecture attentive montre que, s'il utilise le terme civilisation dans une acception purement technique dans l'immense majorité de ses écrits, l'utopie d'une société parfaitement pacifiée et « civilisée » affleure parfois dans ses textes.
Norbert Elias applique sa méthodologie (étude sur des temps longs, identification de processus plutôt que de lois, approche configurationnelle...) à l'Europe de l'Ouest du XIe au XVIIIe siècle, en particulier aux liens d'interdépendance entre les classes aristocratique et bourgeoise. Les résultats qu'il en tire sont pourtant implicitement présentés comme universels, faisant « comme s'il n'y avait qu'une voie unique vers la modernité ». On lui a pour cette raison reproché un certain ethnocentrisme. Le sociologue britannique Stephen Mennell, ancien étudiant d'Elias, montre en particulier que ses concepts se prêtent assez mal à l'analyse de la formation de la société nord-américaine.
La critique la plus radicale est due à l'anthropologue allemand Hans Peter Duerr, dont les travaux ont eu pour objectif essentiel d'invalider la vision du processus de civilisation proposée par Norbert Elias, cherchant à démontrer dans un même mouvement son évolutionnisme et son ethnocentrisme. Selon lui, « l'intériorisation du contrôle social n'est pas une spécificité de la dynamique civilisationnelle de l'Occident, mais une catégorie universelle de l'esprit humain, (...) un effet du processus de rationalisation de règles implicites qui existent dans toute culture ». Stephen Mennell reproche en retour à Hans Peter Duerr de critiquer les modèles d'interprétation des évolutions civilisationnelles de Norbert Elias sans proposer de modèle alternatif, alors « qu'une théorie ne peut être remplacée que par une autre théorie ».
De façon plus nuancée, certains auteurs discutent des modalités exactes de mise en place du processus de civilisation. L'historien Robert Muchembled pense par exemple que des mécanismes de régulation de la violence inter-personnelle ont commencé à se mettre en place dans les riches villes européennes à la fin du Moyen-Âge (Bruges, Florence, Turin, etc.), donc avant le commencement du phénomène de curialisation des seigneurs-guerriers.

## Éditions
- La civilisation des mœurs, Calmann-Lévy, 1973, puis Pocket, coll. Agora, 2002  (ISBN 978-2-266-13104-9), traduction de Pierre Kamnitzer.
- La dynamique de l'occident, Calmann-Lévy, 1975, puis Pocket, coll. Agora, 2003  (ISBN 978-2-266-13393-7), traduction de Pierre Kamnitzer.
- Norbert Elias (trad. Anne-Marie Pailhès, préf. Etienne Anheim), Moyen Âge et procès de civilisation, Paris, Editions EHESS, coll. « EHESS poche » (no 2), 4 février 2021, 219 p. (ISBN 978-2-7132-2864-3)